# Liquid Scarlet
Liquid Scarlet är ett svenskt rockband bildat 1996 baserat i Stockholm med ursprung i Kalix, Norrbotten. Gruppen har givit ut två album och en EP på skivbolaget Progress Records. Bandet har varit på tre kortare europaturnéer med spelningar i Tyskland, Belgien, Schweiz och Österrike. 
Bandets sångare var Markus Fagervall, känd som vinnare i tv-programmet Idol 2006 i TV4. Då vinsten i Idol 2006 innebar att Fagervall fick ett skivkontrakt som soloartist är bandets framtid osäker.

## Diskografi

### Album
- 2004 Liquid Scarlet (Progress Records)

Låtlista
1. Greyroom
2. Hesitating in the foyer
3. Città nuova
4. Molok
5. Talking in ashes
6. Comes near, lingers far
7. The red stairs
8. One last masquerade
- 2005 Liquid Scarlet II (Progress Records)

Låtlista
1. Lines are drawn again
2. The carafe (part II)
3. The marriage of Maria Braun
4. Rhododendron
5. Everywhere
6. Just like you
7. Killer couple strikes again
8. There's got to be a way to leave
9. The thorn in your flesh
10. Lines

### EP
- 2005 Killer couple strikes again EP (Progress Records)

Låtlista
1. Killer couple strikes again
2. This might be the last time
3. Staden rämnar vid fågelns skri
4. Heading for Golgata
5. All that is grey